# Medelpads runinskrifter 8
Runinskrift M 8, eller Skölestenen, är en runsten som står i orten Sköle i Tuna socken och Sundsvalls kommun i Medelpad. Stenen avbildades först gången år 1600 av Johannes Bureus. Den var redan då skadad och har i modern tid placerats under ett skyddande tak vid hembygdsgården på Torkarlsberget. Runstenen är 165 cm hög, 90 cm bred och har en tjocklek av 35 cm. Två större och sex mindre stycken har sammanfogats med stenkitt.

## Inskriften
Translitterering av runraden:
tulha riti stin þi(n)(o) abtiR salua u[k at biurn s]unu si(n)n
Normalisering till runsvenska:
Dolga retti stæin þenna æftiR Salva ok at Biorn sunu sina.
Översättning till nusvenska:
Dolga reste denna sten efter Salve och efter Björn, sina söner.